# Erwin Hürlimann
Erwin Hürlimann (* 5. April 1880 in Ottenbach; † 1968) war ein Schweizer Manager. Er war Generaldirektor und Verwaltungsratspräsident der Schweizerischen Rückversicherungsanstalt.

## Karriere
Er trat 1904 in die Geschäftsleitung der Schweizerischen Rückversicherungsanstalt ein und wurde als Nachfolger von Charles Simon 1919 Generaldirektor, der gleichzeitig Verwaltungsratspräsident wurde. In dieser Funktion war er auch zeitweise Direktor der britischen Mercantile & General Reinsurance, an der der Schweizer Rückversicherer 1916 die Mehrheit übernommen hatte. Von 1930 bis 1966 gehörte Hürlimann dem Verwaltungsrat an, den er von 1942 bis 1958 auch präsidierte. Nach seiner Pensionierung 1958 wurde er zum Ehrenpräsidenten ernannt.

## Privates
Er liess 1930 bis 1933 das Schloss Freudenberg bei Rotkreuz errichten. Er war verheiratet mit Eleanor Hürlimann geborener Ridge.